# Escória granulada de alto forno
Escória granulada de alto forno (chamada no mercado pela sigla de GGBS ou GGBFS, do inglês ground granulated blast furnace slag) é um produto obtido pela fusão e arrefecimento da escória de ferro (um subproduto da produção do ferro e do aço) de um alto-forno em água ou vapor, para produzir um produto vítreo granulado que é, então, seco e moídos em um pó fino.

## Aplicações
GGBS é usado para fazer estruturas de concreto duráveis em combinação com cimento Portland ordinário e/ou outros materiais pozolânicos.